# Отрок (село)
 Отрок — село в Идринском районе Красноярского края, административный центр Никольского сельсовета.

## География
Находится примерно в 26 километрах по прямой на восток-северо-восток от районного центра села Идринское.

## Климат
Климат резко континентальный с холодной зимой и жарким летом, суровый, с большими годовыми и суточными амплитудами температуры. Максимальная высота снежного покрова 46 см. Среднемесячная температура января −21,1 ºС, июля +18,4 ºС. Продолжительность безморозного периода составляет 100 дней. Средняя дата последнего заморозка — 29 мая, первого заморозка — 7 сентября. Вегетационный период (с температурами выше +5ºС) длится 157 дней. Годовая сумма осадков составляет 387 мм, причём большая её часть выпадает в тёплый период года (81 % от годовой суммы).

## История
Село известно с 1856 года. В советское время работали колхозы «13 лет Октября», «Красная жизнь», «Красный Отрок», совхоз «Отрокский» (с 1952 до 1994). С 1909 по 1941 год существовала Троицкая церковь.

## Население
Постоянное население составляло 558 человек в 2002 году (96 % русские), 481 в 2010.

## Инфраструктура
В селе работают школа, фельдшерско-акушерский пункт, дом культуры, два магазина.